# Efferent
Efferent is in de anatomie afvoerend en dient ter aanduiding van een lichaamsonderdeel als een zenuw of een bloedvat dat van een ander lichaamsonderdeel (structuur of orgaan) wegleidt. Het is het tegenovergestelde van afferent. (Latijn: ex, uit; ferre, dragen).
De termen efferent en afferent worden vaak gehanteerd vanuit de hersenen, of bij bloedvaten vanuit het hart. Het kan echter ook gezien worden vanuit andere belangrijke organen, zoals de nieren. 

## Voorbeeld
- Motorische zenuwen zijn efferent: ze geleiden de impuls van de hersenen naar de spieren.

superior · inferior · anterior · posterior 

craniaal · rostraal · caudaal 

proximaal · distaal 

ventraal · dorsaal · lateraal · mediaal
coronaal · sagittaal · mediaan · transversaal 

nasaal · temporaal · occipitaal 

contralateraal · ipsilateraal · bilateraal · unilateraal 

afferent · efferent